# Synechococcus

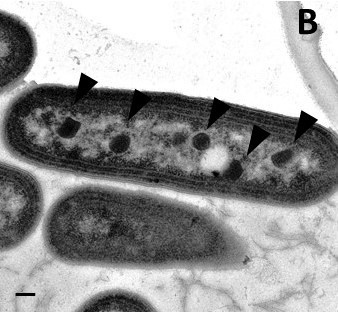
Micrografía electrónica de los beta-carboxisomas en S. elongatus PCC 7942. Las puntas de flecha destacan los carboxisomas. La barra de escala indica 200 nm.

Synechococcus (del griego synechos (en la serie) y del griego Kokkos (gránulo)) es una cianobacteria unicelular muy extendida en el medio marino. Su tamaño varía de 0,8 micras a 1,5 micras. Estas células cocoides fotosintéticas se encuentran preferentemente en las luminosas aguas superficiales donde puede ser muy abundantes (por lo general entre 1.000 y 200.000 células por mililitro). Muchas especies de Synechococcus de agua dulce se han descrito.
El genoma del Synechococcus elongatus de la cepa PCC7002 tiene un tamaño de 3.008.047 pb, mientras que la cepa oceánica WH8102 tiene un genoma de tamaño de 2,4 Mbps.

## Introducción
Los Synechococcus son uno de los componentes más importantes del picoplancton oceánico desde los océanos templados y tropicales. El género fue descrito por primera vez en 1979, y fue definido originalmente para incluir "a una pequeña cianobacteria unicelular con forma desde ovoide a cilíndrica que se reproducen por fisión binaria transversal en un solo plano y le faltan vainas (lack sheaths)". Esta definición del género Synechococcus contenía organismos de diversidad genética considerable y más tarde se subdividió en subgrupos basados en la presencia de un pigmento accesorio: la ficoeritrina. Las formas marinas de Synechococcus son células cocoides entre 0,6 micras y 1,6 micras de tamaño. Son células gram negativas con paredes celulares altamente estructuradas que pueden contener proyecciones sobre su superficie. La microscopia electrónica revela con frecuencia la presencia de inclusiones de fosfato, gránulos de glucógeno y lo más importante: un carboxisoma muy estructurado .
Estas células son conocidas por ser móviles “sin motor” (en inglés: usan un “gliding type method”) Este movimiento sigue sin caracterizar, más se sabe no es fototáctica y que no implica el movimiento flagelar. Mientras que algunas cianobacterias de crecimiento fotoheterótrofico o incluso quimioheterotrofico, todas las cepas marinas de Synechococcus parecen ser fotoautótrofos obligados. Son capaces de apoyar sus necesidades de nitrógeno utilizando nitrato, amoníaco o en algunos casos urea como fuente de nitrógeno. Se piensa que el Synechococcus marino no fija el nitrógeno (esta percepción puede estar cambiando).

## Pigmentos
El principal pigmento fotosintético de Synechococcus es la clorofila a , mientras que sus principales pigmentos accesorios son las ficobiliproteínas. Cuatro proteínas son conocidas comúnmente como ficobilinas y estas son la ficocianina, la aloficocianina, la aloficocianina B y la ficoeritrina. Además, los Synechococcus también contienen zeaxantina, pero no es un pigmento de diagnóstico para este organismo. Ya que la zeaxantina se encuentra también en los Prochlorococcus, en las algas rojas y como pigmento menor en algunos clorofitos y eustigmatophytes . Del mismo modo la ficoeritrina también se encuentra en rhodophytes y algunos cryptomonadas.

## Filogenia
La descripción filogenética del Synechococcus es difícil. Los aislamientos son morfológicamente muy similares, sin embargo, exhiben un contenido de G+C que van desde el 39% al 71%, lo cual ilustra la gran diversidad genética de este taxón provisional. Inicialmente se hicieron intentos para dividir el grupo en tres subgrupos, cada uno con un rango específico de contenido genómico de G+C. Las cepas Synechococcus aisladas en mar abierto pueden abarcar casi por completo el espectro de G + C, lo cual indica que Synechococcus está compuesto, por al menos, de varias especies. El manual de Bergey (Herdman et al. 2001) ahora divide al Synechococcus en cinco grupos (equivalente a géneros) sobre la base de la morfología, la fisiología y los rasgos genéticos.
El Grupo 1 de esta bacteria presenta baja tolerancia a la sal; estas son de tamaño relativamente grande (1-1,5 micras) fotoautótrofos obligados, no móviles. Las cepas de referencia para este grupo son: la cepa PCC6301 (anteriormente Anacycstis nidulans) y la cepa PCC6312, los cuales fueron aisladas a partir del agua dulce en Texas y California, respectivamente. El Grupo 2 también se caracteriza por una baja tolerancia a la sal. Las células son fotoautótrofas obligadas, carecen de ficoeritrina y son termófilas. La cepa de referencia PCC6715 se aisló a partir de una fuente termal en el parque nacional de Yellowstone. El Grupo 3 incluye cepas marinas Synechococcus quecarecen de ficoertitrina, estas son eurihalinas, es decir, son capaces de crecer tanto en ambientes de agua dulce y marinos. Varias cepas, incluyendo la cepa de referencia PCC7003 son heterótrofos facultativos y requieren de la vitamina B12 para su crecimiento. El Grupo 4 contiene una única aislada: la PCC7335. Esta cepa es obligadamente marina. Esta cepa contiene ficoeritrina y se aisló por primera vez de la zona intermareal en Puerto Peñasco, México. Este último grupo contiene lo que antes se denominaban como "conjuntos marinos A y B de Synechococcus” .Estas células se han aislado tanto de la costa y el océano abierto. Todas las cepas son fotoautrofas obligadas y son de alrededor de 0,6 a 1,7 micras de diámetro. Sin embargo aún este grupo se divide en diversas poblaciones respecto a la presencia o ausencia de ficoeritrina: el grupo 5.1 contiene, y el grupo 5.2 no contiene. Las cepas de referencia son WH8103 para las cepas que contienen ficoeritrina y la WH5701 para aquellas cepas que carecen de este pigmento (Waterbury et al.1986b). Más recientemente Badger et al. (2002) propuso la división de la cianobacteria en un α- y β-subcluster basado en el tipo de rbcL (subunidad grande de la ribulosa 1,5 bifosfato carboxilasa-/ oxigenasa) encontrada en estos organismos. Se definieron como alfa-cianobacterias a las que contenían la forma IA, mientras que se definieron como ß-cianobacterias a las que contenían una forma IB de este gen. En apoyo a esta división Badger et al. analizan la filogenia de las proteínas carboxisomales que parecen apoyar esta división. Además, dos sistemas particulares de transporte de bicarbonato parecen solo en las α-cianobacterias, que carecen de “carboxysomal carbonic anhydrases”.
El árbol filogenético completo de las secuencias de 16S rRNA de Synechococcus reveló al menos 12 grupos, que corresponden morfológicamente al Synechococcus, pero no han derivado del ancestro común. Por otra parte, se ha calculado sobre la base de datación molecular que el primer linaje de Synechococcus apareció hace 3 mil millones de años en los manantiales termales con la posterior expansión a ambientes marinos y de agua dulce.

## Ecología y distribución
En los Synechococcus, se ha observado, que se producen en concentraciones que oscilan entre unas pocas células por ml a 106 células por ml en prácticamente todas las regiones oceánicas eufóticas , excepto en muestras del estrecho de McMurdo y barrera de hielo de Ross, en la Antártida. Estas células son, generalmente, mucho más abundantes en ambientes ricos en nutrientes que en el océano oligotrofico y prefieren la zona eufótica. En los Synechococcus también se ha observado que se encuentran abundantes en entornos con bajas salinidades y/o bajas temperaturas. Los Synechococcus son, por lo general, muy superados en número por los Prochlorococcus en todos los ambientes, en los que co-habitan. Las excepciones a esta regla son las áreas con nutrientes enriquecidos de forma permanente, como las zonas de surgencia y las cuencas costeras. En las áreas de los océanos donde el nutriente escasea, como en los “giros oceánicos”, los Synechococcus están, aparentemente, siempre presentes, aunque sólo a bajas concentraciones que van desde unas pocas a 4x10³ células por ml. “Verticalmente”, los Synechococcus están, por lo general, relativamente distribuidos equitativamente por toda la “capa de mezcla” y exhibe una afinidad por los lugares más iluminados. Por debajo de la “capa de mezcla”, las concentraciones de células disminuyen rápidamente. Los “perfiles verticales” son, sin embargo, fuertemente influenciadas por las condiciones hidrológicas y pueden ser muy variables, tanto estacional y espacialmente. En general la abundancia de Synechococcus es a menudo paralela a la de Prochlorococcus en la misma columna de agua. En la zona del Pacífico que es alta en nutrientes, baja en clorofila (Pacific HNLC en inglés) y en las zonas templadas de mar abierto donde recientemente la estratificación registró dos perfiles paralelos entre sí y que exhiben máximos de abundancia sólo cerca al máximo de clorofila sub-superficial.
Los factores que controlan la abundancia de Synechococcus todavía siguen siendo poco conocidos, sobre todo teniendo en cuenta la escasez de nutrientes de los “giros océanicos”, donde la abundancia de células son, a menudo, muy bajas, las tasas de crecimiento de la población a menudo son altas y no muy limitadas. Tales factores como el ser comidos, la mortalidad causada por virus, la variabilidad genética, la adaptación a la luz, la temperatura, así como los nutrientes están involucradas, pero aún no se han investigado en una escala rigurosa y global. A pesar de las incertidumbres se ha sugerido que hay al menos una relación entre las concentraciones en la zona eufótica superior (Ya que la luz no es un limitante) de nitrógeno ambiental y la abundancia de Synechococcus y una relación inversa a la abundancia de Prochlorococcus. Un entorno en el que el Synechococcus se desarrolla particularmente bien son en las “transiciones fluviales costeras” (llamados plumas) de los principales ríos. Estas “transiciones” (plumas) se enriquecen con nutrientes como nitratos y fosfatos, lo cual impulsa grandes floraciones de fitoplancton. La alta productividad en los deltas de ríos costeros se asocian, a menudo, con grandes poblaciones de Synechococcus y elevan a la población de Synechococcus de la forma forma IA rbcL ARNm.
También hay que señalar que se piensa que los Prochlorococcus son, al menos, 100 veces más abundantes que los Synechococcus en aguas oligotróficas cálidas. Basándose en las concentraciones medias de carbono celular, se ha estimado que el Prochlorococcus representa al menos 22 veces más carbono en esas aguas y puede por lo tanto ser de mucha mayor importancia para el ciclo global del carbono que el Synechococcus .

## Especies
- S. ambiguus Skuja
- S. arcuatus var. calcicolus Fjerdingstad
- S. bigranulatus Skuja
- S. brunneolus Rabenhorst
- S. caldarius Okada
- S. capitatus A. E. Bailey-Watts & J. Komárek
- S. carcerarius Norris
- S. elongatus (Nägeli) Nägeli
- S. endogloeicus F. Hindák
- S. epigloeicus F. Hindák
- S. ferrunginosus Wawrik
- S. intermedius Gardner
- S. koidzumii Yoneda
- S. lividus Copeland
- S. marinus Jao
- S. minutissimus Negoro
- S. mundulus Skuja
- S. nidulans (Pringsheim) Komárek
- S. rayssae Dor
- S. rhodobaktron Komárek & Anagnostidis
- S. roseo-persicinus Grunow
- S. roseo-purpureus G. S. West
- S. salinarum Komárek
- S. salinus Frémy
- S. sciophilus Skuja
- S. sigmoideus (Moore & Carter) Komárek
- S. spongiarum Usher et al.
- S. subsalsus Skuja
- S. sulphuricus Dor
- S. vantieghemii (Pringsheim) Bourrelly
- S. violaceus Grunow
- S. viridissimus Copeland
- S. vulcanus Copeland